# Mary Mary
Le Mary Mary sono un gruppo musicale statunitense di genere gospel e R&B, formatosi nel 1998 dall'unione artistica delle sorelle Erica Campbell (29 aprile 1972) e Tina Campbell (1º maggio 1974).

## Storia
Hanno debuttato nel 2000 con l'album Thankful, pubblicato dall'etichetta discografica Columbia e accompagnato dal singolo Shackles (Praise You) che ha riscosso un gran successo anche in Europa e con il quale in Italia hanno partecipato al Festivalbar di quell'anno.
Dal disco sono estratti altri singoli come I Sings (in collaborazione con BB Jay), Can't Give Up Now e Wade in the Water.
Successivamente è stato pubblicato il secondo album del duo, Incredible, nel 2002 promosso dai singoli In the Morning, Thank You (in collaborazione con Kirk Franklin) e I Try.
In seguito il gruppo ha proseguito la sua attività pubblicando i dischi Mary Mary (2005), l'album natalizio A Mary Mary Christmas (2006) e The Sound (2008), tutti per la Columbia. Nel 2008 hanno anche collaborato, insieme anche a Ruben Studdard, all'incisione del brano Love Him Like I Do di Deitrick Haddon.
Nel 2010 hanno partecipato invece all'incisione dei singoli di beneficenza Are You Listening e We Are the World 25 for Haiti, insieme a numerosi altri artisti. Il 29 marzo 2011 il duo ha pubblicato l'album Something Big, il sesto della carriera, che ha debuttato alla decima posizione della classifica Billboard Top 200 Albums chart la settimana successiva.
Nell'anno successivo, il 2012, è stata pubblicata la raccolta Go Get It e nel marzo 2014 Erica Campbell ha pubblicato il suo disco d'esordio come solista, Help.
Il gruppo ha vinto due Grammy Awards, uno nel 2000 per il brano Thankful come "Miglior album di gospel contemporaneo" e uno nel 2008 per Get Up, singolo tratto dall'album The Sound e premiato come "Miglior esibizione gospel".

## Discografia

### Album
- 2000 – Thankful
- 2002 – Incredible
- 2005 – Mary Mary
- 2006 – A Mary Mary Christmas
- 2008 – The Sound
- 2011 – Something Big

#### Raccolte
- 2012 – Go Get It

### Singoli
- 2000 – Shackles (Praise You)
- 2001 – I Sings (feat. BB Jay)
- 2001 – Can't Give Up Now
- 2001 – Wade in the Water
- 2002 – In the Morning
- 2002 – Thank You (feat. Kirk Franklin)
- 2002 – I Try
- 2003 – Dance, Dance, Dance
- 2003 – Won't Ever Change
- 2005 – Heaven
- 2005 – The Real Party
- 2006 – Yesterday
- 2006 – Believer
- 2006 – Gift of Love
- 2006 – Carol of the Bells
- 2008 – Get Up
- 2008 – I Worship You
- 2008 – Love Him Like I Do (Deitrick Haddon featuring Ruben Studdard & Mary Mary)
- 2009 – God in Me
- 2009 – Seattle
- 2010 – Walking
- 2011 – Survive
- 2012 – Go Get It
- 2013 – Sunday Morning
- 2016 – Back to You